# Barrio de Díaz Ruiz
Barrio de Díaz Ruiz es una localidad del municipio burgalés de Los Barrios de Bureba, en la Comunidad Autónoma de Castilla y León (España). 
La iglesia está dedicada a El Salvador.

## Localidades limítrofes
Confina con las siguientes localidades:
- Al noreste con Solduengo.
- Al sureste con Las Vesgas.
- Al sur con Terrazos.
- Al oeste con Los Barrios de Bureba.
- Al noroeste con La Parte de Bureba.

## Demografía
Evolución de la población
| Gráfica de evolución demográfica de Barrio de Díaz Ruiz entre 2000 y 2017 |
|                                                                           |
| Población de derecho (2000-2017) según el padrón municipal del INE        |

## Historia

### Descripción en el Diccionario Madoz
Así se describe a Barrio de Díaz Ruiz en el tomo IV del Diccionario geográfico-estadístico-histórico de España y sus posesiones de Ultramar, obra impulsada por Pascual Madoz a mediados del siglo XIX:

BARRIO DE DÍAZ RUIZ: villa con ayuntamiento en la provincia, diócesis, audiencia territorial y capitanía general de Burgos (8 leguas), partido judicial de Briviesca (2); Situada en un llano con atmósfera despejada y bien ventilada. Tiene 14 casas; el palacio del Señor conde de Revilla, cuyo edificio, como todos los demás de la villa, ofrece muy poca comodidad por su mala construcción; y una iglesia parroquial (San Salvador) servida por un cura. Confina por N con Laparte; E con Solduengo; S con Las Vesgas y Terrazos, y por O con Los Barrios de Bureba, distante el que más ½ legua. El terreno es bastante fértil, amenizándole algún tanto las aguas de un arroyo que desagua en el Oca, cuyo río pasa cerca de la población y riega también algunas de sus tierras pertenecientes en lo genera al dicho conde de Revilla. Los caminos son carreteros y conducen a los pueblos limítrofes; Producciones: toda clase de cereales; y cría ganado yeguar, mular y lanar. Población: 10 vecinos, 40 almas. Capital productivo: 192.310 reales; Imponible: 17.846; Contribución: 1.490 reales 15 maravedíes.
Diccionario geográfico-estadístico-histórico de España y sus posesiones de Ultramar